# Milutin Kukanjac
Milutin Kukanjac (serbio cirílico: Милутин Кукањац; Belgrado República Federal de Yugoslavia, 1935– 16 de enero de 2002) fue líder del ejército popular yugoslavo (JNA) y coronel general durante las guerras yugoslavas.

## Carrera
Kukanjac fue comandante durante el Sitio de Sarajevo de marzo hasta julio de 1992. Kukanjac y el Ejército popular yugoeslavo tuvieron que abandonar Sarajevo en ese momento.
Kukanjac comandó a los militantes del JNA en la calle Dobrovoljačka en Sarajevo el 3 de mayo de 1992 cuando miembros del Ejército de Bosnia y Herzegovina (ARBiH) atacaron un convoy de soldados, retirándose, matando a 6 personas.
Apareció en la serie documental de la BBC La Muerte de Yugoslavia.